# Andrei Alexandrowitsch Lissowski
Andrei Alexandrowitsch Lissowski (russisch Андрей Александрович Лисовский; * 4. April 1975 in Moskau) ist ein russischer Zoologe und Mammaloge. Sein Forschungsschwerpunkt sind die Pfeifhasen (Ochotonidae).

## Leben
Lissowski ist der Sohn von Alexander W. Lissowski und Tatjana D. Lissowskaja. Von 1991 bis 1992 arbeitete er als Laborassistent an der Lomonossow-Universität Moskau. Von 1997 bis 1999 war er wissenschaftlicher Mitarbeiter am Staatlichen Darwin-Museum in Moskau. Von 1999 bis 2001 war er Militärarzt und Bakteriologe am Ministerium der Russischen Föderation für Zivilschutz, außerordentliche Situationen und Beseitigung der Folgen von Naturkatastrophen. Seit 2001 ist er wissenschaftlicher Mitarbeiter und Sammlungskurator am Zoologischen Museum der Staatlichen Universität Moskau. 2002 wurde er mit der Dissertation Систематика пищух (Ochotona, Mammalia) группы alpina-hyperborea (deutsch: Systematik der Pfeifhasen (Ochotona, Mammalia) Gruppe: alpina-hyperborea) zum Kandidat der Wissenschaften an der Lomonossow-Universität Moskau promoviert.
Lissowski beschäftigt sich in erster Linie mit der Familie der Pfeifhasen (Ochotonidae), über die er 2014 eine Revision veröffentlichte. Hierin unterstützt er beispielsweise Ochotona mantchurica (traditionell als Unterart von Ochotona hyperborea betrachtet) als eigenständige Art. 2015 beschrieb er Ochotona mantchurica loukashkini als neue Unterart. Weitere Interessen sind die Hasenartigen und Nagetiere der Paläarktischen Region. 2016 verfasste er das Kapitel über die Pfeifhasen im sechsten Band des Handbook of the Mammals of the World: Rodents I.
Lissowski ist seit 1998 Mitglied der Theriologischen Gesellschaft der Russischen Akademie der Wissenschaften und seit 2007 Mitglied der World Lagomorph Society.

## Werke (Auswahl)
- Млекопитающие России. Систематико-географический справочник. Том 52 / The Mammals of Russia: A Taxonomic and Geographic Reference: Volume 52, 2012